# Johann Bernhard von Schwertzell
Johann Bernhard von Schwertzell (* 1654 auf Schloss Willingshausen; † 11. Mai 1723 ebenda) war Generalleutnant in dänischen Diensten und im Jahre 1715 an der Befreiung der Hansestadt Stralsund aus der Hand der schwedischen Truppen beteiligt.

## Leben
Johann Bernhard von Schwertzell entstammte dem hessischen Adelsgeschlecht von Schwertzell und war der Sohn des Georg von Schwertzell (1617–1687, Obervorsteher der althessischen Ritterschaft) und dessen Ehefrau Susanne, geborene von Dörnberg († 1681). Sein Bruder Johann (1657–1722) war Obervorsteher der Althessischen Ritterschaft. Johann Bernhard kam während des Großen Nordischen Krieges nach Dänemark, wurde 1677 Hauptmann des Leibregiments Garten und machte eine steile Karriere beim Militär: 1684 Major, 1690 Oberstleutnant, 1703 Brigadegeneral, 1708 Generalmajor und 1711 Generalleutnant.
Von 1704 bis 1713 diente er im Hilfskorps in den Niederlanden. Hier war er an allen wichtigen Schlachten beteiligt, so an der Belagerung von Menin 1706 und Bouchain im Jahre 1711 während des Spanischen Erbfolgekrieges. Schwertzell kehrte in seine Heimat zurück und nahm 1715 an der erfolgreichen Belagerung von Stralsund teil.
Im Jahr darauf verabschiedete er sich aus dänischen Diensten und kehrte nach Willingshausen zurück, wo er 1723 verstarb. Am 25. September 1691 verlobte er sich mit Johanne Charlotte von Borstell. Sie starb 1693 bei der Entbindung ihrer totgeborenen Tochter.

## Auszeichnungen
- 1712 Weißer Ritter